# Exponate von Museen in Dresden auf Briefmarken der Deutschen Post der DDR

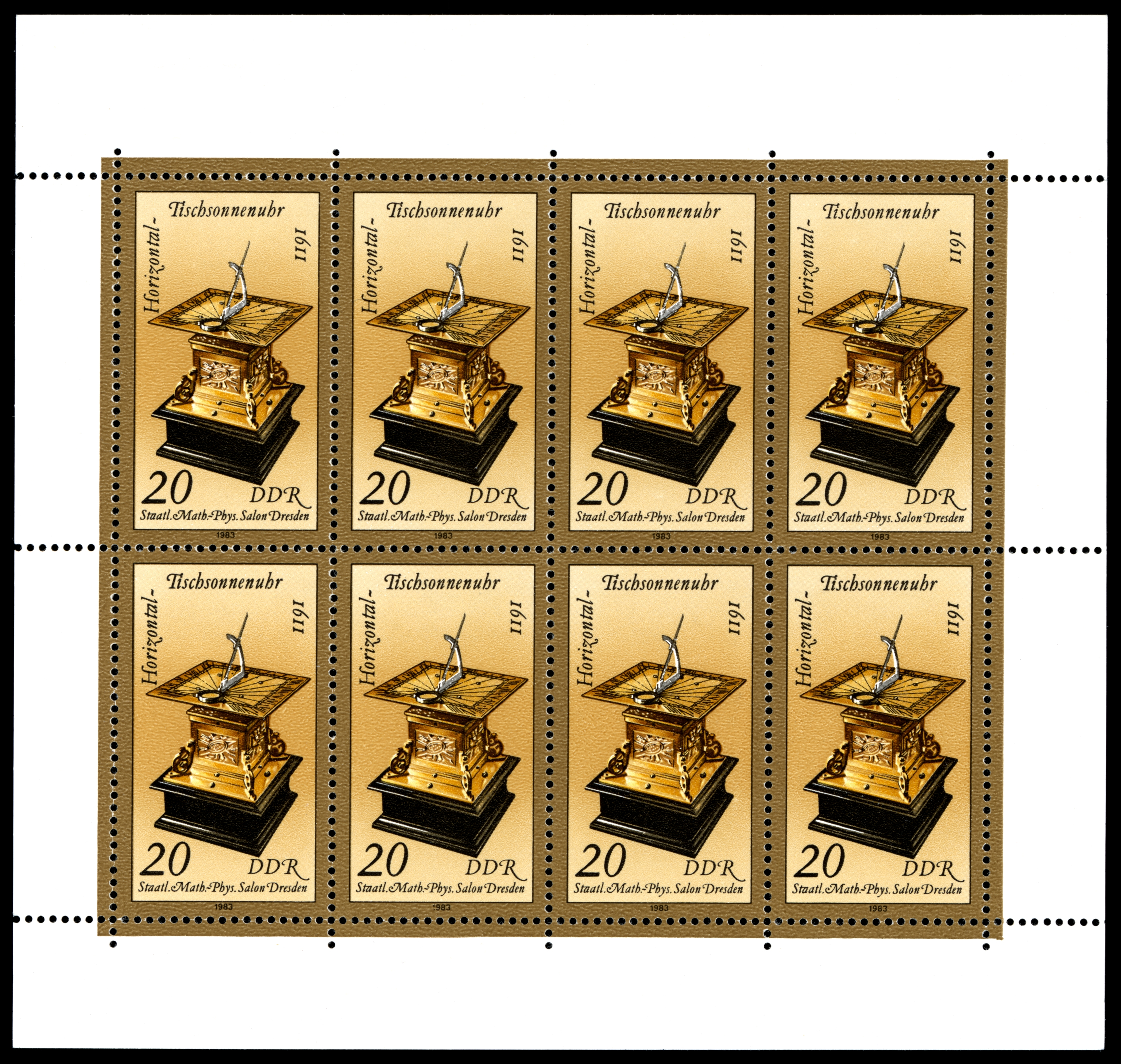
1983 ausgegebener Kleinbogen mit acht Briefmarken; abgebildet ist eine 1611 von Christoph Trechsler in Dresden geschaffene Sonnenuhr, die heute ein Exponat des Mathematisch-Physikalischen Salons im Zwinger ist

Exponate von Museen in Dresden wurden auf Briefmarken der Deutschen Post der DDR von 1955 bis 1984 rund 100-mal gewürdigt. Rund 90 % der Briefmarken zeigen Exponate von Museen, die den Staatlichen Kunstsammlungen Dresden angehören. Den größten Anteil dabei macht mit 37 Briefmarken die Gemäldegalerie Alte Meister aus, der unter anderem die Sondermarkenserie Von der UdSSR zurückgeführte Gemälde der Dresdner Gemäldegalerie von 1955 bis 1959 gewidmet war. Da auch die Galerie Neue Meister 19-fach vertreten ist, handelt es sich bei mehr als jedem zweiten abgebildeten Exponat eines Dresdner Museums um ein Gemälde. 
Zu den auf den Briefmarken verwendeten Objekten zählen auch 20 Uhren, Globen und andere Instrumente aus dem Mathematisch-Physikalischen Salon sowie Elfenbeinskulpturen und Goldschmiedearbeiten aus dem Grünen Gewölbe. Insgesamt sind Exponate aus zehn Museen abgebildet, darunter das Buchmuseum der SLUB, das Verkehrsmuseum Dresden und die beiden Naturhistorischen Sammlungen.
Gleich zweifach wurden jeweils das „Bildnis eines jungen Mannes im schwarzen Rock“ von Frans Hals (1959 und 1980) sowie „Die Alte mit dem Kohlenbecken“ von Peter Paul Rubens (1959 und 1977) berücksichtigt. Rubens ist mit acht Briefmarken – allein sechs in einer zu seinem 400. Geburtstag herausgegebenen Serie – auch der am häufigsten mit seinen Werken vertretene Künstler.

## Legende
- Bild: Eine bearbeitete Abbildung der genannten Marke.
- Exponat: Exponat.
- Urheber: Urheber des Exponats; bei Tierpräparaten bzw. Fossilien der Erstbeschreiber.
- Museum: Museum, in dem das Exponat ausgestellt ist/war.
- Wert: Der Frankaturwert der einzelnen Marke.
- Ausgabedatum: Das erstmalige Datum des Verkaufs dieser Briefmarke.
- Serie/Bemerkungen Zugehörigkeit zu einer Serie sowie Bemerkungen.
- Mi.-Nr.: Diese Briefmarke wird im Michel-Katalog unter der entsprechenden Nummer gelistet.

## Briefmarken
| Bild                                         | Exponat                                                                    | Urheber                                          | Museum                                      | Wert in Pfennig | Ausgabedatum       | Serie/Bemerkungen | Mi.-Nr. |
| -------------------------------------------- | -------------------------------------------------------------------------- | ------------------------------------------------ | ------------------------------------------- | --------------- | ------------------ | --- | ------- |
|                                              | Achat, Schmuckstein                                                        | –                                                | Museum für Mineralogie und Geologie Dresden | 25              | 24. Oktober 1978   | Serie 250 Jahre Staatliche Wissenschaftliche Museen Dresden | 2372    |
|                                              | Agama lehmanni, Schuppenkriechtier                                         | Alexander Michailowitsch Nikolski                | Museum für Tierkunde Dresden                | 20              | 24. Oktober 1978   | Serie 250 Jahre Staatliche Wissenschaftliche Museen Dresden | 2371    |
|                                              | „Die Alte mit dem Kohlenbecken“, Gemälde                                   | Peter Paul Rubens                                | Gemäldegalerie Alte Meister                 | 25              | 29. Juni 1959      | Sondermarkenserie Von der UdSSR zurückgeführte Gemälde der Dresdner Gemäldegalerie (III) | 696     |
|                                              | „Die Alte mit dem Kohlenbecken“, Gemälde                                   | Peter Paul Rubens                                | Gemäldegalerie Alte Meister                 | 35              | 28. Juni 1977      | Serie 400. Geburtstag von Peter Paul Rubens | 2233    |
|                                              | „Alter Mann mit schwarzer Kappe“, Gemälde                                  | Bartolomeo Nazari                                | Gemäldegalerie Alte Meister                 | 35              | 14. Dezember 1976  | Serie Staatliche Kunstsammlungen Dresden, Galerie Alte Meister: Gemälde | 2197    |
|                                              | „Am Strand“, Gemälde                                                       | Walter Womacka                                   | Galerie Neue Meister                        | 10              | 20. August 1968    | Serie Staatliche Kunstsammlungen Dresden, Galerie Neue Meister: Gemälde Das Gemälde befindet sich seit 2004 als Dauerleihgabe im Städtischen Museum Eisenhüttenstadt.                                                                                         | 1393    |
|                                              | „Anhänger mit dem Heiligen Georg als Drachentöter“, Anhänger               | Unbekannt                                        | Grünes Gewölbe                              | 30              | 22. Juni 1971      | Serie Grünes Gewölbe, Dresden: Kunstwerke | 1687    |
|                                              | Äquatorialsonnenuhr, Sonnenuhr                                             | Unbekannt                                        | Mathematisch-Physikalischer Salon           | 30              | 7. Juni 1983       | Serie Kostbare Sand- und Sonnenuhren | 2799    |
|                                              | Äquatorialsonnenuhr, Sonnenuhr                                             | Johann Gottfried Zimmer                          | Mathematisch-Physikalischer Salon           | 50              | 7. Juni 1983       | Serie Kostbare Sand- und Sonnenuhren | 2800    |
|                                              | „Arabischer Himmelsglobus“, Himmelsglobus                                  | Mu’ayyad al-Dīn al-‛Urdī                         | Mathematisch-Physikalischer Salon           | 5               | 17. Oktober 1972   | Serie Erd- und Himmelsgloben | 1792    |
|                                              | „Archimedes“, Gemälde                                                      | Domenico Fetti                                   | Gemäldegalerie Alte Meister                 | 35              | 13. November 1973  | Serie Staatliche Kunstsammlungen Dresden, Galerie Alte Meister: Gemälde | 1896    |
|                                              | Armillarsphäre                                                             | Johannes Möller                                  | Mathematisch-Physikalischer Salon           | 25              | 17. Oktober 1972   | Serie Erd- und Himmelsgloben | 1796    |
|                                              | „Astronomische Stutzuhr“, Stutzuhr                                         | Unbekannter Augsburger Meister                   | Mathematisch-Physikalischer Salon           | 10              | 24. Juni 1975      | Serie Alte Uhren | 2056    |
|                                              | „Astronomisch-geographische Stutzuhr“, Stutzuhr                            | Johannes Klein                                   | Mathematisch-Physikalischer Salon           | 35              | 24. Juni 1975      | Serie Alte Uhren | 2060    |
|                                              | „Bathseba am Springbrunnen“, Gemälde                                       | Peter Paul Rubens                                | Gemäldegalerie Alte Meister                 | 10              | 28. Juni 1977      | Serie 400. Geburtstag von Peter Paul Rubens | 2229    |
|                                              | Bechervase, Meißner Porzellan                                              | Unbekannt                                        | Porzellansammlung                           | 20              | 26. Januar 1982    | Sondermarkenserie Meißner Porzellan (II) | 2668    |
|                                              | „Bildnis der Tochter in chinesischer Tracht“, Gemälde                      | Jose Venturelli                                  | Galerie Neue Meister                        | 40              | 20. August 1968    | Serie Staatliche Kunstsammlungen Dresden, Galerie Neue Meister: Gemälde | 1396    |
|                                              | „Bildnis des Sieur de Morette“, Gemälde                                    | Hans Holbein der Jüngere                         | Gemäldegalerie Alte Meister                 | 15              | 26. Juni 1957      | Sondermarkenserie Von der UdSSR zurückgeführte Gemälde der Dresdner Gemäldegalerie (II) | 588     |
|                                              | „Bildnis einer sibirischen Lehrerin“, Gemälde                              | Dimitrij Konstantinowitsch Sweschnikow           | Galerie Neue Meister                        | 5               | 10. Dezember 1969  | Serie Staatliche Kunstsammlungen, Dresden; Galerie Neue Meister: Werke russischer und sowjetischer Maler | 1528    |
|                                              | „Bildnis eines jungen Mannes“, Gemälde                                     | Albrecht Dürer                                   | Gemäldegalerie Alte Meister                 | 5               | 15. Dezember 1955  | Sondermarkenserie Von der UdSSR zurückgeführte Gemälde der Dresdner Gemäldegalerie | 504     |
|                                              | „Bildnis eines jungen Mannes im gelbgrauen Rock“, Gemälde                  | Frans Hals                                       | Gemäldegalerie Alte Meister                 | 20              | 23. September 1980 | Serie 400. Geburtstag von Frans Hals | 2544    |
|                                              | „Bildnis eines jungen Mannes im schwarzen Rock“, Gemälde                   | Frans Hals                                       | Gemäldegalerie Alte Meister                 | 40              | 29. Juni 1959      | Sondermarkenserie Von der UdSSR zurückgeführte Gemälde der Dresdner Gemäldegalerie (III) | 697     |
|                                              | „Bildnis eines jungen Mannes im schwarzen Rock“, Gemälde                   | Frans Hals                                       | Gemäldegalerie Alte Meister                 | 35              | 23. September 1980 | Serie 400. Geburtstag von Frans Hals | 2546    |
|                                              | „Bildnis eines Knaben“, Gemälde                                            | Pinturicchio                                     | Gemäldegalerie Alte Meister                 | 15              | 15. Dezember 1955  | Sondermarkenserie Von der UdSSR zurückgeführte Gemälde der Dresdner Gemäldegalerie | 506     |
|                                              | „Bildnis Madame de R.“, Gemälde                                            | Ferdinand Hodler                                 | Galerie Neue Meister                        | 20              | 29. März 1967      | Serie Staatliche Kunstsammlungen, Dresden; Galerie Neue Meister | 1262    |
|                                              | „Ein Blumenstrauß mit blauer Schwertlilie“, Gemälde                        | Jan Davidsz. de Heem                             | Gemäldegalerie Alte Meister                 | 70              | 13. November 1973  | Serie Staatliche Kunstsammlungen Dresden, Galerie Alte Meister: Gemälde | 1897    |
|                                              | „Der brieflesende Offizier“, Gemälde                                       | Gerard Terborch                                  | Gemäldegalerie Alte Meister                 | 70              | 14. Dezember 1976  | Serie Staatliche Kunstsammlungen Dresden, Galerie Alte Meister: Gemälde | 2198    |
|                                              | „Brief lesendes Mädchen am Fenster“, Gemälde                               | Jan Vermeer                                      | Gemäldegalerie Alte Meister                 | 40              | 15. Dezember 1955  | Sondermarkenserie Von der UdSSR zurückgeführte Gemälde der Dresdner Gemäldegalerie | 508     |
|                                              | „Codex Dresdensis“, Maya-Handschrift                                       | Unbekannt                                        | Buchmuseum der SLUB Dresden                 | 35              | 18. August 1981    | Serie Kostbarkeiten in Bibliotheken der DDR | 2637    |
|                                              | „Dame in Weiß“, Gemälde                                                    | Tizian                                           | Gemäldegalerie Alte Meister                 | 25              | 13. November 1973  | Serie Staatliche Kunstsammlungen Dresden, Galerie Alte Meister: Gemälde | 1895    |
|                                              | „Dame mit dem Klöppelkissen“, Gemälde                                      | Gabriel Metsu                                    | Gemäldegalerie Alte Meister                 | 10              | 29. Juni 1959      | Sondermarkenserie Von der UdSSR zurückgeführte Gemälde der Dresdner Gemäldegalerie (III) | 694     |
|                                              | „Des Magisters Nichte Mademoiselle Lavergne“, Gemälde                      | Jean-Étienne Liotard                             | Gemäldegalerie Alte Meister                 | 20              | 29. Juni 1959      | Sondermarkenserie Von der UdSSR zurückgeführte Gemälde der Dresdner Gemäldegalerie (III) | 695     |
|                                              | „Dianas Heimkehr von der Jagd“, Gemälde                                    | Peter Paul Rubens                                | Gemäldegalerie Alte Meister                 | 25              | 28. Juni 1977      | Serie 400. Geburtstag von Peter Paul Rubens | 2232    |
|                                              | Erdglobus                                                                  | Johannes Richter                                 | Mathematisch-Physikalischer Salon           | 10              | 17. Oktober 1972   | Serie Erd- und Himmelsgloben | 1793    |
|                                              | „Frau mit geflochtenem blondem Haar“, Gemälde                              | Peter Paul Rubens                                | Gemäldegalerie Alte Meister                 | 20              | 13. November 1973  | Serie Staatliche Kunstsammlungen Dresden, Galerie Alte Meister: Gemälde | 1894    |
|                                              | „Der Frühling“, Skulptur                                                   | Balthasar Permoser                               | Grünes Gewölbe                              | 10              | 23. Oktober 1984   | Serie Grünes Gewölbe Dresden: Kunstwerke | 2905 I  |
|                                              | „Eine Gambenspielerin“, Gemälde                                            | Bernardo Strozzi                                 | Gemäldegalerie Alte Meister                 | 20              | 14. Dezember 1976  | Serie Staatliche Kunstsammlungen Dresden, Galerie Alte Meister: Gemälde | 2195    |
|                                              | Globusuhr                                                                  | Jost Bürgi                                       | Mathematisch-Physikalischer Salon           | 20              | 17. Oktober 1972   | Serie Erd- und Himmelsgloben | 1795    |
|                                              | „Das Große Gehege“, Gemälde                                                | Caspar David Friedrich                           | Galerie Neue Meister                        | 25              | 21. Mai 1974       | Serie 200. Geburtstag von Caspar David Friedrich | 1960    |
|                                              | „Großmutter und Enkelin“, Gemälde                                          | Julius Scholtz                                   | Galerie Neue Meister                        | 50              | 29. März 1967      | Serie Staatliche Kunstsammlungen, Dresden; Galerie Neue Meister | 1266    |
|                                              | Hans Burgkmair der Ältere, Schaumünze                                      | Hans Schwarz                                     | Münzkabinett                                | 20              | 20. Oktober 1960   | Serie 400 Jahre Dresdner Kunstsammlungen | 791     |
|                                              | „Heilige Familie mit der heiligen Elisabeth und Joseph“, Gemälde           | Andrea Mantegna                                  | Gemäldegalerie Alte Meister                 | 5               | 26. Juni 1957      | Sondermarkenserie Von der UdSSR zurückgeführte Gemälde der Dresdner Gemäldegalerie (II) | 586     |
|                                              | „Der Herbst“, Skulptur                                                     | Balthasar Permoser                               | Grünes Gewölbe                              | 35              | 23. Oktober 1984   | Serie Grünes Gewölbe Dresden: Kunstwerke | 2907 I  |
|                                              | Himmelsglobus                                                              | Johann Reinhold, Georg Roll                      | Mathematisch-Physikalischer Salon           | 15              | 17. Oktober 1972   | Serie Erd- und Himmelsgloben | 1794    |
|                                              | Himmelsglobus                                                              | Erhard Weigel                                    | Mathematisch-Physikalischer Salon           | 35              | 17. Oktober 1972   | Serie Erd- und Himmelsgloben | 1797    |
|                                              | Horizontalsonnenuhr, Sonnenuhr                                             | Christoph Trechsler                              | Mathematisch-Physikalischer Salon           | 20              | 7. Juni 1983       | Serie Kostbare Sand- und Sonnenuhren Diese Marke wurde auch als Kleinbogen ausgegeben, vgl. Kleinbogen der Deutschen Post der DDR. | 2798    |
|                                              | „Hubertusuhr“, Stutzuhr                                                    | Johann Heinrich Köhler, Johann Gottlieb Graupner | Mathematisch-Physikalischer Salon           | 20              | 24. Juni 1975      | Serie Alte Uhren | 2058    |
|                                              | „Hünengrab im Schnee“, Gemälde                                             | Caspar David Friedrich                           | Galerie Neue Meister                        | 70              | 29. März 1967      | Serie Staatliche Kunstsammlungen, Dresden; Galerie Neue Meister | 1267    |
|                                              | „Ein junger Fahnenträger“, Gemälde                                         | Giovanni Battista Piazzetta                      | Gemäldegalerie Alte Meister                 | 40              | 26. Juni 1957      | Sondermarkenserie Von der UdSSR zurückgeführte Gemälde der Dresdner Gemäldegalerie (II) | 591     |
|                                              | Kaffeekanne, Böttgersteinzeug                                              | Unbekannt                                        | Porzellansammlung                           | 10              | 26. Januar 1982    | Sondermarkenserie Meißner Porzellan (II) | 2667    |
|                                              | Kanzelsanduhr, Sanduhr                                                     | Unbekannt                                        | Mathematisch-Physikalischer Salon           | 5               | 7. Juni 1983       | Serie Kostbare Sand- und Sonnenuhren | 2796    |
|                                              | Kanzelsanduhr, Sanduhr                                                     |                                                  | Mathematisch-Physikalischer Salon           | 10              | 7. Juni 1983       | Serie Kostbare Sand- und Sonnenuhren | 2797    |
|                                              | „Kind mit Puppe“, Gemälde                                                  | Christian Leberecht Vogel                        | Gemäldegalerie Alte Meister                 | 10              | 13. November 1973  | Serie Staatliche Kunstsammlungen Dresden, Galerie Alte Meister: Gemälde | 1892    |
|                                              | „Kirschkern mit den 185 Angesichtern“, Miniskulptur mit Goldschmiedearbeit | Unbekannt                                        | Grünes Gewölbe                              | 5               | 22. Juni 1971      | Serie Grünes Gewölbe, Dresden: Kunstwerke | 1682    |
|                                              | „Kleinod des Ordens vom Goldenen Vlies“, Rubingarnitur                     | Johann Melchior Dinglinger                       | Grünes Gewölbe                              | 10              | 22. Juni 1971      | Serie Grünes Gewölbe, Dresden: Kunstwerke | 1683    |
|                                              | „Königin Maria“, Personendampfschiff                                       | Dresdener Actien-Maschinenbau-Verein             | Verkehrsmuseum Dresden                      | 35              | 13. September 1977 | Serie Verkehrsmuseum Dresden | 2258    |
|                                              | „Kopfbild eines Bergbauernmädchens“, Gemälde                               | Wilhelm Leibl                                    | Galerie Neue Meister                        | 20              | 20. August 1968    | Serie Staatliche Kunstsammlungen Dresden, Galerie Neue Meister: Gemälde | 1395    |
|                                              | „Leda mit dem Schwan“, Gemälde                                             | Peter Paul Rubens                                | Gemäldegalerie Alte Meister                 | 50              | 28. Juni 1977      | Serie 400. Geburtstag von Peter Paul Rubens | 2234    |
|                                              | „Libelle“, Motorflugzeug                                                   | Hans Grade                                       | Verkehrsmuseum Dresden                      | 20              | 13. September 1977 | Serie Verkehrsmuseum Dresden | 2256    |
|                                              | „Die Luft“, Gemälde                                                        | Rosalba Carriera                                 | Gemäldegalerie Alte Meister                 | 10              | 14. Dezember 1976  | Serie Staatliche Kunstsammlungen Dresden, Galerie Alte Meister: Gemälde | 2193    |
|                                              | „Mädchen mit Gitarre in der Landschaft“, Gemälde                           | Louis Anton Gottlieb Castelli                    | Galerie Neue Meister                        | 70              | 20. August 1968    | Serie Staatliche Kunstsammlungen Dresden, Galerie Neue Meister: Gemälde | 1398    |
|                                              | „Madonna mit der Rose“, Gemälde                                            | Parmigianino                                     | Gemäldegalerie Alte Meister                 | 15              | 13. November 1973  | Serie Staatliche Kunstsammlungen Dresden, Galerie Alte Meister: Gemälde | 1893    |
|                                              | „Mähende Bergbauern“, Gemälde                                              | Albin Egger-Lienz                                | Galerie Neue Meister                        | 15              | 20. August 1968    | Serie Staatliche Kunstsammlungen Dresden, Galerie Neue Meister: Gemälde | 1394    |
|                                              | „Mann am Fluß“, Gemälde                                                    | Wladimir Jegorowitsch Makowski                   | Galerie Neue Meister                        | 50              | 10. Dezember 1969  | Serie Staatliche Kunstsammlungen, Dresden; Galerie Neue Meister: Werke russischer und sowjetischer Maler | 1533    |
|                                              | „Maria mit dem Kinde“, Gemälde                                             | Bartolomé Esteban Murillo                        | Gemäldegalerie Alte Meister                 | 15              | 14. Dezember 1976  | Serie Staatliche Kunstsammlungen Dresden, Galerie Alte Meister: Gemälde | 2194    |
|                                              | „Merkur und Argus“, Gemälde                                                | Peter Paul Rubens                                | Gemäldegalerie Alte Meister                 | 15              | 28. Juni 1977      | Serie 400. Geburtstag von Peter Paul Rubens | 2230    |
|                                              | Mittagskanone, Sonnenuhr                                                   |                                                  | Mathematisch-Physikalischer Salon           | 85              | 7. Juni 1983       | Serie Kostbare Sand- und Sonnenuhren | 2801    |
|                                              | „Mohr als Kesselpauker“, Skulptur mit Goldschmiedearbeit                   | Balthasar Permoser, Johann Melchior Dinglinger   | Grünes Gewölbe                              | 20              | 22. Juni 1971      | Serie Grünes Gewölbe, Dresden: Kunstwerke | 1685    |
|                                              | „Muldenthal“, Dampflokomotive                                              | Sächsische Maschinenfabrik                       | Verkehrsmuseum Dresden                      | 5               | 13. September 1977 | Serie Verkehrsmuseum Dresden | 2254    |
| Link zum Bild (Bitte Urheberrechte beachten) | „Oberschülerin Petra“, Gemälde                                             | Paul Michaelis                                   | Galerie Neue Meister                        | 50              | 20. August 1968    | Serie Staatliche Kunstsammlungen Dresden, Galerie Neue Meister: Gemälde | 1397    |
|                                              | Palaeobatrachus diluvianus, Fossiler Froschlurch                           | August Goldfuß                                   | Museum für Mineralogie und Geologie Dresden | 35              | 24. Oktober 1978   | Serie 250 Jahre Staatliche Wissenschaftliche Museen Dresden | 2373    |
|                                              | Papilio hahneli, Schmetterling                                             | Otto Staudinger                                  | Museum für Tierkunde Dresden                | 10              | 24. Oktober 1978   | Serie 250 Jahre Staatliche Wissenschaftliche Museen Dresden | 2370    |
|                                              | „Perlmutterkanne“, Kanne                                                   | Unbekannt                                        | Grünes Gewölbe                              | 15              | 22. Juni 1971      | Serie Grünes Gewölbe, Dresden: Kunstwerke | 1684    |
| Link zum Bild (Bitte Urheberrechte beachten) | „Peter im Tierpark“, Gemälde                                               | Harald Hakenbeck                                 | Galerie Neue Meister                        | 25              | 29. März 1967      | Serie Staatliche Kunstsammlungen, Dresden; Galerie Neue Meister | 1263    |
|                                              | „Phänomobil“, Dreiradwagen                                                 | Phänomen                                         | Verkehrsmuseum Dresden                      | 25              | 13. September 1977 | Serie Verkehrsmuseum Dresden | 2257    |
|                                              | „Saskia mit der roten Blume“, Gemälde                                      | Rembrandt van Rijn                               | Gemäldegalerie Alte Meister                 | 25              | 26. Juni 1957      | Sondermarkenserie Von der UdSSR zurückgeführte Gemälde der Dresdner Gemäldegalerie (II) | 590     |
|                                              | „Das Schokoladenmädchen“, Gemälde                                          | Jean-Étienne Liotard                             | Gemäldegalerie Alte Meister                 | 10              | 15. Dezember 1955  | Sondermarkenserie Von der UdSSR zurückgeführte Gemälde der Dresdner Gemäldegalerie | 505     |
|                                              | „Schreibkassette mit Allegorie der Philosophie“, Prunkkassette             | Wenzel Jamnitzer                                 | Grünes Gewölbe                              | 25              | 22. Juni 1971      | Serie Grünes Gewölbe, Dresden: Kunstwerke | 1686    |
|                                              | „Selbstbildnis im Kostüm einer Vestalin“, Gemälde                          | Angelika Kauffmann                               | Gemäldegalerie Alte Meister                 | 5               | 29. Juni 1959      | Sondermarkenserie Von der UdSSR zurückgeführte Gemälde der Dresdner Gemäldegalerie (III) | 693     |
|                                              | „Selbstbildnis mit Saskia“, Gemälde                                        | Rembrandt van Rijn                               | Gemäldegalerie Alte Meister                 | 20              | 15. Dezember 1955  | Sondermarkenserie Von der UdSSR zurückgeführte Gemälde der Dresdner Gemäldegalerie | 507     |
|                                              | „Sixtinische Madonna“, Gemälde                                             | Raffael                                          | Gemäldegalerie Alte Meister                 | 70              | 15. Dezember 1955  | Sondermarkenserie Von der UdSSR zurückgeführte Gemälde der Dresdner Gemäldegalerie Die „Sixtinische Madonna“ findet sich auch auf einer Briefmarke des Jahrgangs 1954 des Saarlandes sowie auf einem Block des Jahrgangs 2012 der Bundesrepublik Deutschland. | 509     |
|                                              | „Der Sommer“, Skulptur                                                     | Balthasar Permoser                               | Grünes Gewölbe                              | 20              | 23. Oktober 1984   | Serie Grünes Gewölbe Dresden: Kunstwerke Diese Marke wurde im Rastertiefdruck hergestellt. | 2906 I  |
|                                              | „Der Sommer“, Skulptur                                                     | Balthasar Permoser                               | Grünes Gewölbe                              | 20              | 23. Oktober 1984   | Serie Grünes Gewölbe Dresden: Kunstwerke Diese Marke wurde im Offsetdruck als Kleinbogen ausgegeben, vgl. Kleinbogen der Deutschen Post der DDR. | 2906 II |
|                                              | „Der Stahlwerker“, Gemälde                                                 | Wladimir Alexandrowitsch Serow                   | Galerie Neue Meister                        | 10              | 10. Dezember 1969  | Serie Staatliche Kunstsammlungen, Dresden; Galerie Neue Meister: Werke russischer und sowjetischer Maler | 1529    |
|                                              | „Stilleben“, Gemälde                                                       | Jeranuhi Aslamasjan                              | Galerie Neue Meister                        | 20              | 10. Dezember 1969  | Serie Staatliche Kunstsammlungen, Dresden; Galerie Neue Meister: Werke russischer und sowjetischer Maler | 1530    |
|                                              | Stutzuhr                                                                   | Johann Heinrich Köhler                           | Mathematisch-Physikalischer Salon           | 25              | 24. Juni 1975      | Serie Alte Uhren | 2059    |
|                                              | Stutzuhr                                                                   | Hans Schlottheim                                 | Mathematisch-Physikalischer Salon           | 15              | 24. Juni 1975      | Serie Alte Uhren | 2057    |
|                                              | Spiegelteleskop                                                            | Johann Gottlob Rudolph (Hans Löser)              | Mathematisch-Physikalischer Salon           | 50              | 24. Oktober 1978   | Serie 250 Jahre Staatliche Wissenschaftliche Museen Dresden | 2375    |
|                                              | „Das tanzende Bauernpaar“, Kupferstich                                     | Albrecht Dürer                                   | Kupferstichkabinett Dresden                 | 25              | 20. Oktober 1960   | Serie 400 Jahre Dresdner Kunstsammlungen | 792     |
|                                              | „Die Tänzerin Barbara Campanini“, Gemälde                                  | Rosalba Carriera                                 | Gemäldegalerie Alte Meister                 | 10              | 26. Juni 1957      | Sondermarkenserie Von der UdSSR zurückgeführte Gemälde der Dresdner Gemäldegalerie (II) | 587     |
|                                              | „Triebwagen 761“, Straßenbahn-Triebwagen                                   | Carl Stoll, Union-Elektricitäts-Gesellschaft     | Verkehrsmuseum Dresden                      | 10              | 13. September 1977 | Serie Verkehrsmuseum Dresden | 2255    |
|                                              | „Der trunkene Herkules“, Gemälde                                           | Peter Paul Rubens                                | Gemäldegalerie Alte Meister                 | 20              | 28. Juni 1977      | Serie 400. Geburtstag von Peter Paul Rubens | 2231    |
|                                              | „Türmchenuhr“, Stutzuhr                                                    | Paulus Schuster                                  | Mathematisch-Physikalischer Salon           | 5               | 24. Juni 1975      | Serie Alte Uhren | 2055    |
|                                              | „Und wieder wird es Frühling“, Gemälde                                     | Leonid Wassiljewitsch Kabatschek                 | Galerie Neue Meister                        | 40              | 10. Dezember 1969  | Serie Staatliche Kunstsammlungen, Dresden; Galerie Neue Meister: Werke russischer und sowjetischer Maler | 1532    |
| Link zum Bild (Bitte Urheberrechte beachten) | „Venezianische Episode“, Gemälde                                           | Rudolf Bergander                                 | Galerie Neue Meister                        | 30              | 29. März 1967      | Serie Staatliche Kunstsammlungen, Dresden; Galerie Neue Meister | 1264    |
|                                              | „Die verlassene Ariadne“, Gemälde                                          | Angelika Kauffmann                               | Gemäldegalerie Alte Meister                 | 25              | 14. Dezember 1976  | Serie Staatliche Kunstsammlungen Dresden, Galerie Alte Meister: Gemälde „Die verlassene Ariadne“ findet sich auch auf einer Briefmarke des Jahrgangs 2010 der Bundesrepublik Deutschland.                                                                     | 2196    |
|                                              | „Warmer Tag“, Gemälde                                                      | Jakob Dorofejewitsch Romas                       | Galerie Neue Meister                        | 25              | 10. Dezember 1969  | Serie Staatliche Kunstsammlungen, Dresden; Galerie Neue Meister: Werke russischer und sowjetischer Maler | 1531    |
|                                              | „Der Winter“, Skulptur                                                     | Balthasar Permoser                               | Grünes Gewölbe                              | 70              | 23. Oktober 1984   | Serie Grünes Gewölbe Dresden: Kunstwerke | 2908 I  |
|                                              | Zappler, Stockuhr                                                          | Johann Georg Braun                               | Mathematisch-Physikalischer Salon           | 40              | 24. Oktober 1978   | Serie 250 Jahre Staatliche Wissenschaftliche Museen Dresden | 2374    |
|                                              | „Der Zinsgroschen“, Gemälde                                                | Tizian                                           | Gemäldegalerie Alte Meister                 | 20              | 26. Juni 1957      | Sondermarkenserie Von der UdSSR zurückgeführte Gemälde der Dresdner Gemäldegalerie (II) | 589     |
|                                              | „Zwei Frauen aus Tahiti“, Gemälde                                          | Paul Gauguin                                     | Galerie Neue Meister                        | 40              | 29. März 1967      | Serie Staatliche Kunstsammlungen, Dresden; Galerie Neue Meister | 1265    |